# 花园遗址
花园遗址，位于中国河北省衡水市花园村，为衡水市武强县的一个省级文物保护单位，类型为古遗址，公布时间为2001年2月7日。
花园遗址的历史年代为宋代。